# Galdieriaceae
Galdiériacées
Famille
Genres de rang inférieur
- Galdieria

La famille des Galdieriaceae (ou Galdiériacées) est une famille d’algues rouges unicellulaires de l’ordre des Cyanidiales.

## Étymologie
Le nom vient du genre type Galdieria, éponyme donné en hommage à A. Galdieri collaborateur du géologue italien Francesco Bassani (it).

## Liste des genres
Selon AlgaeBase (3 août 2013) et World Register of Marine Species (3 août 2013) :
- Galdieria Merola, 1982